# Сатыга
Сатыга — упразднённое село на территории Кондинского района Ханты-Мансийского автономного округа — Югры.

## География
Находилось в 6,5 км к северу от посёлка Дальний, на северном берегу неглубокого озера Сатыгинский Туман, возникшего от разлива реки (такие озёра в этих местах называют туманами). Располагалось на нынешней межселенной территории, что в прямом подчинении у Кондинского муниципального района.

## История
К 1930-м годам в деревне проживало 106 человек (1926 год), было 19 хозяйств, действовал колхоз имени «1 Мая», где было развито животноводство: коровы, лошади, телята, свиньи, а также разводили серебристо-чёрных лисиц. Население занималось охотой, рыболовством, здесь же рыбу солили, а затем отправляли по большой воде пароходами на большую землю. В Сатыге выращивали картофель, турнепс, капусту для скота, сеяли овёс, пшеницу, рожь, коноплю, лён, кукурузу. В деревне была школа сначала до 3 класса, позднее четырёхлетка. В селе до 1959 года действовал Сатыгинский сельский Совет, а затем оно было переподчинено Ягодинскому сельсовету. В посёлке Ягодный дети до 1950-х годов ходили после 3-4 классов в семилетнюю школу. На основании решения райисполкома № 243 от 14 августа 1975 года село Сатыга было упразднено и исключено из Ягодинского сельского Совета.